# El Coral
El Coral é um município da Nicarágua, situado no departamento de Chontales. Tem 306 km² de área e sua população em 2020 foi estimada em 8.164 habitantes.